# Воткино
Воткино — село в  Хвастовичском районе Калужской области. Административный центр сельского поселения «Село Воткино».

## История
Из Издания Императорского общества истории и древностей российских за 1902 год "Сотницы (1537-1597) Грамоты и Записи(1561-1696)" автор Сергей Шумаков. За 1595 год упомянуты в числе прочих и деревня Воткины села Ловати.

Выпись с писцовых книг Т. Г. Вельяминова и А. И. Колтовскаго с товарищами на вотчины "Свинскаго" монастыря в городе Брянске и Брянском уезде от 7 апреля 1595 года
  ... Пашни паханые средние земли 125 четвертей въ полъ, а въ дву потому жъ; съна по дубровъ по Борщовъ 250 к.; лъсу чорног зъ бортными ухожьи  ото Всоротского рубежа по Козельский уъздъ по рубежъ дворцового села Хвостовичъ въ длину на 6 в., а поперегъ до Козелского // же рубежа до Воткины деревни села Ловати на полтреть версты.  
Одно из упоминаний деревни Воткино относится к Дозорным книгам Козельского уезда за 1638 год. В этом году из деревни Воткино и деревне Фролово было набрано ополчение на защиту Кцынской засеки. Деревня предоставляла «подымовый люд» для защиты Козельской засечной черты.

В конце XVIII века село Воткино, отмеченное на Генеральной карте Калужского наместничества, располагалось между 1-м Орловским и 1-м Брянским трактами по обе стороны речки Разумны, имело деревянную церковь во имя великомученика Георгия Победоносца, было причислено к Жиздринскому уезду. В 1885 году в селе Воткино был сооружен каменный приходской храм во имя Рождества Пресвятой Богородицы.

## Население
| 2002 | 2010 |
| ---- | ---- |
| 242  | ↘184 |